# Reglamentos de itinerancia de la Unión Europea
La Comisión Europea (CE) ha aprobado varias normas relativas a la itinerancia móvil (roaming) . Estos se refieren a la prestación de servicios de telefonía móvil, tales como llamadas de voz, mensajes SMS e Internet móvil ( roaming de datos accede a un abonado registrado en un Estado miembro del Espacio Económico Europeo, pero intentando acceder a los servicios en otro Estado). En general, la CE ha buscado ampliar el acceso y limitar costes.
La normativa vigente es "el Reglamento (UE) no 531/2012 del Parlamento Europeo y del Consejo, de 13 de junio de 2012, sobre la itinerancia en las redes públicas de comunicaciones móviles en la Unión", que deroga y sustituye al previamente existente "Reglamento (EC) 717/2007 del Parlamento Europeo y del Consejo, de 27 de junio de 2007 sobre la itinerancia en las redes públicas de telefonía móvil en la Comunidad y que modifica la Directiva 2002/21/CE", con efectos a partir del 1 de julio de 2012.
A los precios dentro de este reglamento se les denomina frecuentemente como Eurotarifa o Zona 1

## Evolución
La máxima tarifa que se permite pagar (IVA no incluido) es de [1]
|                                        | 1 de julio de 2014 | 30 de abril de 2016**     | 15 de junio de 2017***                            |
| -------------------------------------- | ------------------ | ------------------------- | ------------------------------------------------- |
| Llamadas de voz salientes (por minuto) | 0,19 €             | precio doméstico + 0,05 € | sin itinerancia extra, mismo que precio doméstico |
| Llamadas de voz entrantes (por minuto) | 0,05 €             | 0,0114 €                  | sin itinerancia extra, mismo que precio doméstico |
| Mensajes de texto salientes (por SMS)  | 0,06 €             | precio doméstico + 0,02 € | sin itinerancia extra, mismo que precio doméstico |
| Internet (datos descargados, por MB*)  | 0,2 €              | precio doméstico + 0,05 € | sin itinerancia extra, mismo que precio doméstico |

** La tarifa es por Megabyte de descarga de datos o navegación por Internet mientras se viaja al extranjero (cobrado por Kilobyte utilizado).
** Desde abril de 2016 en adelante, el coste de la itinerancia más el precio doméstico no podrá superar 0,19 € para voz y 0,20 € para daos. En el caso del SMS no se podrá superar los 0,06 €.
*** Mientras se esté viajando en la UE